# Ptychodes mixtus
Ptychodes mixtus är en skalbaggsart som beskrevs av Bates 1880. Ptychodes mixtus ingår i släktet Ptychodes och familjen långhorningar.
Artens utbredningsområde är Panama. Inga underarter finns listade i Catalogue of Life.